# Saint-Cirgues-en-Montagne
Saint-Cirgues-en-Montagne település Franciaországban, Ardèche megyében. Lakosainak száma 215 fő (2022. január 1.). Saint-Cirgues-en-Montagne Cros-de-Géorand, Issanlas, Le Lac-d'Issarlès, Lachapelle-Graillouse, Mazan-l'Abbaye, Montpezat-sous-Bauzon és Le Roux községekkel határos.

## Népesség
A település népessége az elmúlt években az alábbi módon változott:
| Lakosok száma | 498  | 397  | 361  | 250  | 240  | 209  | 210  | 217  | 222  | 215  |
|               | 1968 | 1982 | 1990 | 2006 | 2013 | 2015 | 2017 | 2019 | 2020 | 2022 |